# Ryō Aono
Ryō Aono (jap. 青野 令, Aono Ryō; * 15. Mai 1990 in Matsuyama, Präfektur Ehime) ist ein japanischer Snowboarder. Er startet in der Disziplin Halfpipe.

## Werdegang
Aono nahm im Januar 2004, im Alter von 13 Jahren, erstmals an FIS-Rennen teil und platzierte sich noch im selben Jahr auf Platz fünf in einem dieser niederklassigen Rennen. Nachdem er im Februar 2005 erstmals auf das Podium in einem FIS-Rennen gekommen war und auch bei der japanischen Meisterschaft als Vierter überzeugen konnte, qualifizierte sich Aono für den Weltcup in Sungwoo Resort. In seinen vier Weltcuprennen der Saison war ein 19. Rang seine beste Platzierung. Auch bei den kurz darauf stattfindenden Juniorenweltmeisterschaften in Zermatt verpasste er als Vierzehnter die Top 10.
Im Januar 2006 gewann Aono erstmals ein FIS-Rennen, er nahm aber in dieser Saison nur an einem Weltcuprennen teil, welches er auf dem zwölften Rang beendete. In der nächsten Weltcup-Saison triumphierte er erstmals bei einem Weltcup, diesen Erfolg wiederholte er sogar dreimal in Folge, sodass er, nachdem er sich auch im letzten Rennen als Zweiter platziert hatte, den Halfpipe-Weltcup gewinnen konnte. Zudem war Aono in jener Saison auch bei den Snowboard-Weltmeisterschaften 2007 in Arosa gestartet, hatte aber dort nur den 65. Rang belegt.
Nach Platz drei im August 2007 bei den Burton New Zealand Open in Snow Park eröffnete Aono die Weltcupsaison 2007/08 erneut mit einem Sieg, da er aber neben einem weiteren Triumph und einem zweiten Platz auch einmal nur 29. wurde, verpasste er die Titelverteidigung im Halfpipeweltcup und wurde Sechster. Im Januar 2008 gewann er bei den Winter-X-Games in Aspen die Silbermedaille. Auch in die Saison 2008/09 startete Aono gut und wurde Zweiter hinter seinem Landsmann Kōhei Kudō. Im Januar 2009 feierte er in Gujō seinen sechsten Weltcupsieg und bei den Weltmeisterschaften in Gangwon wurde er in der Halfpipe Weltmeister. Im März 2009 wurde er japanischer Meister in der Halfpipe. Beim Weltcup in Cypress errang er den zweiten Platz und gewann am Saisonende zum zweiten Mal den Halfpipeweltcup. Im folgenden Jahr belegte er bei den Olympischen Winterspielen 2010 in Vancouver den neunten Platz. Nach Platz zwei beim Weltcup in Saas-Fee und Platz drei bei der U.S. Revolution Tour in Copper Mountain zu Beginn der Saison 2010/11, holte er zwei Weltcupsiege und erreichte damit den dritten Platz im Freestyle-Weltcup und den zweiten Rang im Halfpipeweltcup. Bei den Snowboard-Weltmeisterschaften 2011 in La Molina wurde er Achter. Im Februar 2011 gewann er bei der Winter-Universiade 2011 in Erzurum die Goldmedaille. In der folgenden Saison errang er im Weltcup in Cardrona den 11. und in Saas-Fee den zweiten Platz und erreichte damit den 12. Platz im Freestyle-Weltcup und den sechsten Rang im Halfpipeweltcup. Zudem wurde er in der Saison Dritter bei den Burton European Open in Laax und siegte bei den Burton Canadian Open in Calgary. Bei den Snowboard-Weltmeisterschaften 2012 in Oslo kam er auf den siebten Platz. In der Halfpipewertung der World Snowboard Tour belegte er den dritten Platz. Zu Beginn der Saison 2012/13 holte er in Cardrona seinen neunten Weltcupsieg. Im weiteren Saisonverlauf errang er den zehnten Platz bei den Winter-X-Games 2013 und den neunten Rang beim Weltcup in Sotschi und erreichte damit den zehnten Platz im Halfpipeweltcup. Beim Saisonhöhepunkt den Snowboard-Weltmeisterschaften 2013 in Stoneham belegte er den fünften Platz. Nach Rang 41 und Rang 11 bei Weltcup zu Beginn der folgenden Saison, siegte er in Stoneham und errang damit den sechsten Platz im Freestyle-Weltcup und den dritten Rang im Halfpipeweltcup. Bei den Olympischen Winterspielen 2014 in Sotschi kam er auf den 37. Platz. Zu Beginn der Saison 2015/16 belegte er beim Weltcup in Cardrona den fünften und bei der U.S. Revolution Tour in Copper Mountain den zweiten Platz. Im Januar 2016 siegte er beim U.S. Grand Prix und Weltcup in Mammoth. Im folgenden Monat errang beim Weltcup und U.S. Grand Prix in Park City den zweiten Platz und holte in Sapporo seinen 12. Weltcupsieg. Zum Saisonende gewann er zum dritten Mal den Halfpipeweltcup und erstmals den Freestyle-Weltcup.

## Teilnahmen an Weltmeisterschaften und Olympischen Winterspielen

### Olympische Spiele
- 2010 Vancouver: 9. Platz Halfpipe
- 2014 Sotschi: 37. Platz Halfpipe

### Weltmeisterschaften
- 2007 Arosa: 65. Platz Halfpipe
- 2009 Gangwon: 1. Platz Halfpipe
- 2011 La Molina: 8. Platz Halfpipe
- 2012 Oslo: 7. Platz Halfpipe
- 2013 Stoneham: 5. Platz Halfpipe

## Weltcupsiege
| Nr. | Datum             | Ort      |
| --- | ----------------- | -------- |
| 1.  | 18. Februar 2007  | Furano   |
| 2.  | 2. März 2007      | Calgary  |
| 3.  | 3. März 2007      | Calgary  |
| 4.  | 1. September 2007 | Cardrona |
| 5.  | 16. Februar 2008  | Sungwoo  |
| 6.  | 14. Januar 2009   | Gujō     |
| 7.  | 18. Februar 2011  | Stoneham |
| 8.  | 26. Februar 2011  | Calgary  |
| 9.  | 26. August 2012   | Cardrona |
| 10. | 18. Januar 2014   | Stoneham |
| 11. | 24. Januar 2016   | Mammoth  |
| 12. | 14. Februar 2016  | Sapporo  |

## Weltcup-Gesamtplatzierungen
| Saison  | Gesamt | Gesamt | Freestyle | Freestyle | Halfpipe | Halfpipe |
| Saison  | Punkte | Platz  | Punkte    | Platz     | Punkte   | Platz    |
| ------- | ------ | ------ | --------- | --------- | -------- | -------- |
| 2004/05 | –      | –      | –         | –         | 360      | 39.      |
| 2005/06 | 220    | 191.   | –         | –         | 220      | 66.      |
| 2006/07 | 4000   | 6.     | –         | –         | 4000     | 1.       |
| 2007/08 | 2036   | 39.    | –         | –         | 2036     | 6.       |
| 2008/09 | 2600   | 20.    | –         | –         | 2600     | 1.       |
| 2009/10 | 360    | 147.   | –         | –         | 360      | 45.      |
| 2010/11 | –      | –      | 2800      | 3.        | 2800     | 2.       |
| 2011/12 | –      | –      | 1040      | 12.       | 1040     | 6.       |
| 2012/13 | –      | –      | 1290      | 17.       | 1290     | 10.      |
| 2013/14 | –      | –      | 1258      | 6.        | 1258     | 3.       |
| 2014/15 | –      | –      | –         | –         | –        | –        |
| 2015/16 | –      | –      | 3250      | 1.        | 3250     | 1.       |